# Národní park Fulufjället
Národní park Fulufjället (švédsky Fulufjällets nationalpark) je národní park ve středním Švédsku. Jeho celková plocha je 385 km² a celý se nachází na území komuny Älvdalen v kraji a provincii Dalarna. Park je pojmenován po hoře Fulufjället, vysoké 1 044 m. Zaujímá švédskou část masivu Fulufjället, který je nejjižnější částí Skandinávského pohoří ve Švédsku. Norská část masivu je chráněna národním parkem Fulufjellet.
Park je jedním z nejmladších ve Švédsku, byl otevřen v září 2002 za přítomnosti krále Karla XVI. Gustava slavnostním ceremoniálem, kterého se zúčastnilo několik tisíc diváků. Park se stal jedním z prvních tzv. PAN Parků, mezinárodního projektu spojujícího ochranu přírody s turistikou.
Masiv Fulufjället je náhorní plošina hluboce rozrytá několika vodními toky, které vtékají do mohutné řeky Dalälven. Ta mnohem níž po proudu vytváří jedinečnou podobu krajiny národního parku Färnebofjärden. Na plošině převládají lišejníky, bezlesé hory a údolí s hustým pralesem. Porosty vřesu, trav a lišejníků jsou jedinečné v celém Skandinávském pohoří, protože je tam nespásají sobi.
Park je pozoruhodným místem výskytu několika druhů ptáků, medvěda hnědého a rysa ostrovida. Výrazná sojka zlověstná je symbolem parku. K jeho pozoruhodným místům patří největší švédský vodopád Njupeskär s celkovou výškou 93 m, kde voda volně padá z výšky 70 m. V parku stále roste Old Tjikko, jeden z nejstarších stromů na světě.

## Turistika
Parkem prochází dálková turistická trasa Södra Kungsleden (Jižní Kungsleden).